# Матхару, Сантокх Сингх
Сантокх Сингх Матхару (англ. Santokh Singh Matharu, 10 марта 1942, Пенджаб, Британская Кения — 21 июля 2011, Найроби, Кения) — кенийский хоккеист (хоккей на траве), нападающий.

## Биография
Сантокх Сингх Матхару родился 10 марта 1942 года в индийской провинции Пенджаб.
Играл в хоккей на траве за «Рейлвей Джимхана» из Найроби.
В 1964 году вошёл в состав сборной Кении по хоккею на траве на Олимпийских играх в Токио, занявшей 6-е место. Играл на позиции нападающего, провёл 6 матчей, мячей не забивал.
В 1968 году вошёл в состав сборной Кении по хоккею на траве на Олимпийских играх в Мехико, занявшей 8-е место. Играл на позиции нападающего, провёл 10 матчей, забил 1 мяч в ворота сборной Великобритании.
В 1971 году участвовал в первом чемпионате мира в Барселоне, где сборная Кении заняла 4-е место.
После завершения игровой карьеры работал клубным тренером.
Умер 21 июля 2011 года в кенийском городе Найроби от рака.